# Bhikkhunī
Bhikkhunī är termen för en nunna som avlagt permanenta löften inom buddhismen. Deras manliga motsvarighet kallas bhikkhu. Både nunnor och munkar lever enligt en samling föreskrivna regler kallade Vinaya. 
Enligt traditionen grundades den första nunneorden av Mahapajapati Gotami, Gautama Buddhas fostermor, fem år efter den första munkorden, och 
bland de första nunnorna fanns Buddhas hustru Yasodharā , drottning Khema och prinsessan Sundari Nanda. Vissa forskare anser dock att nunnor uppkom senare i Buddhismen,  och prinsessan Sanghamitta på 200-talet f.Kr. tillhör de tidigaste nunnorna vars existens finns säkert bekräftad. 